# Aleksander Jaakson
Aleksander Jaakson, estonski general, * 29. januar 1892, † 2. oktober 1942.